# 6802-es mellékút (Magyarország)
A 6802-es számú mellékút egy bő hét kilométer hosszú, négy számjegyű országos közút Somogy vármegye déli részén. Babócsa települést köti össze a 68-as főúttal.

## Nyomvonala
A 68-as főútból ágazik ki, annak 12,800-as kilométerszelvénye táján, Csokonyavisonta Erdőcsokonya településrészének központja déli szélén. Nyugat-délnyugat felé indul, majd alig 200 méter után kilép a belterületről. 3,3 kilométer után eléri Somogyaracs határszélét, onnan majdnem két kilométeren át a határvonalat kíséri, de azt nem lépi át: 4,7 kilométer után kiágazik belőle északnak a 68 115-ös út, ez vezet a településre. Az 5,150-es kilométerszelvényénél eléri a két előbbi település és Babócsa hármashatárát, innét Somogyaracs és Babócsa határvonalát kíséri, mintegy fél kilométerrel ezután pedig teljesen babócsai területre lép. A település külterületén ér véget, beletorkollva a 6801-es út 12. kilométerénél lévő körforgalomba, a Basa-kert délkeleti szélénél.
Teljes hossza, az országos közutak térképes nyilvántartását szolgáló kira.gov.hu adatbázisa szerint 7,109 kilométer.